# DynCorp International
DynCorp est une société militaire privée américaine. Elle a son siège à Falls Church, en Virginie.
C'est l'une des plus importantes sociétés militaires privées au monde, elle emploie 26 000 personnes et a fait un chiffre d'affaires de 2,3 milliards de dollars en 2002, dont 98 % avec le gouvernement des États-Unis.

## Histoire

Logo de l'entreprise.

Elle fut créée en 1946 sous le nom de California Eastern Airways. Elle était alors spécialisée dans le transport de fret. Petite particularité, tous les pilotes étaient d'anciens pilotes de l'armée. C'est ainsi que son activité se développe considérablement durant la guerre de Corée et la guerre du Viêt Nam.
Elle travaille ensuite, toujours avec le gouvernement américain, pour l'épandage de produits chimiques sur les champs de coca en Bolivie et en Colombie.
En 1997, le département américain de la Défense accorde un contrat de plus de 300 millions de dollars à Dyn-port LLC, une co-entreprise de Porton International et de Dyncorp. L'objet du contrat est de développer et produire des vaccins destinés à protéger les soldats américains exposés à des menaces bactériologiques.
En 1998, elle fournit l'essentiel du personnel de la Mission diplomatique d’observation au Kosovo (KDOM).
Le 11 août 1999, DynCorp cède la division Biomedical Services Laboratory à Novavax. Ce service, créé en 1964, travaillait au développement et à la production de vaccins humains pour le compte de laboratoires gouvernementaux et d'autres compagnies pharmaceutiques.
En 1999, en Bosnie-Herzégovine, des employés de DynCorp sont mêlés à différents trafics comme la vente illégale d'armes et le trafic d'adolescentes. Tous ont été licenciés, y compris Kathryn Bolkovac qui a révélé l'affaire. Le tribunal a reconnu un licenciement abusif concernant cette dernière. Aucun de ceux impliqués dans le trafic n'a été traduit en justice, tous étant couverts par l'immunité diplomatique.
Elle se charge depuis 2002, en remplacement des Delta Force, de la sécurité d'Hamid Karzai, le président de l'Afghanistan.
Le 7 mars 2003, elle est rachetée pour 950 millions de dollars par la société d'informatique Computer Sciences Corporation (CSC), qui travaille également beaucoup avec le gouvernement des États-Unis.
Le 15 octobre 2003, trois employés sont tués dans une attaque terroriste dans la bande de Gaza. Ils étaient chargés de la sécurité d'un diplomate américain.
Le 14 février 2005, Computer Sciences Corporation (CSC) cède DynCorp à Veritas Capital pour 850 millions de dollars, dont 75 millions en actions.
En 2006, avec d'autres sociétés concurrentes, Dynport - associé à Baxter - bénéficie des fonds alloués par le département de la Santé et des Services sociaux des États-Unis pour développer la production de vaccins pandémiques sur la base de technologies de multiplication cellulaire. En 2007, un contrat de 200 millions de dollars lui est accordé pour continuer son travail et l'étendre à la grippe aviaire.
Le 4 août 2009, DynCorp International Inc. annonce que DIV LLC, une filiale de Veritas Capital Management, lance la vente de dix millions d'actions de classe A de DynCorp.
Le 12 avril 2010, l'entreprise est rachetée pour 1,5 milliard de dollars par le Cerberus Capital Management.